# Antonina Niestierowska
Antonina Rafaiłowna Niestierowska (ros. Антонина Рафаиловна Нестеровская, po ślubie księżna Strielninska, następnie księżna Nina Romanowa-Strielninska, fr. Antoinette Nesterovsky, ur. 2 marca?/14 marca 1890 w Petersburgu, zm. 7 marca 1950 w Paryżu) – rosyjska szlachcianka, tancerka baletowa, małżonka księcia Gabriela Konstantinowicza Romanowa.

## Życiorys
Pochodziła ze zubożałej rodziny szlacheckiej. Ukończyła szkołę Baletu Cesarskiego i w wieku piętnastu lat zaczęła tańczyć w zespole Teatru Maryjskiego. W 1906 r. oraz w latach 1909–1911 występowała również w zespole Les Ballets Russes Siergieja Diagilewa, w Paryżu. Karierę w Teatrze Maryjskim zakończyła w 1913 r.
W 1911 r. na daczy Matyldy Krzesińskiej poznała księcia Gabriela Konstantinowicza Romanowa. Rok później w tajemnicy para zaręczyła się. Przez pięć lat książę starał się uzyskać zgodę rodziny na małżeństwo. Ostatecznie do ich ślubu doszło 9/22 kwietnia 1917 r., po rewolucji lutowej, w cerkwi św. Aleksandry w Piotrogrodzie. Po rewolucji październikowej Gabriel Romanow został aresztowany. Antonina Niestierowska poczyniła szczególne starania, by doprowadzić do jego zwolnienia. Najpierw udało jej się przekonać Maksyma Gorkiego, którego była żona Marija Andriejewa była aktorką, by napisał do Lenina list w jego sprawie, prosząc o zwolnienie księcia, jako dobrego i chorego człowieka. Później przekonała żonę Gleba Bokiego, pełniącego po zamordowaniu Moisieja Urickiego obowiązki przewodniczącego piotrogrodzkiej CzeKa, by ta wstawiła się za księciem u jej męża i nie dopuściła do jego rozstrzelania jako zakładnika, w odwecie za śmierć Urickiego. Małżonkowie otrzymali zgodę na wyjazd najpierw do Finlandii, następnie udali się na emigrację do Francji. Pozostali książęta aresztowani w 1917 r. i osadzeni podobnie jak Gabriel w Twierdzy Pietropawłowskiej zostali w 1919 r. straceni.
W Paryżu pracowała w domu mody należącym do księcia Feliksa Jusupowa i dawała lekcje tańca. W 1925 r. założyła własny dom mody „Beri”, który działał do 1936 r. Wówczas, by utrzymać rodzinę, zaczęła pracować jako krawcowa i ponownie uczyć tańca. Jej mąż zarabiał, grając w brydża i spisując wspomnienia. Na emigracji wielki książę Cyryl Władimirowicz Romanow, jako głowa rodu, nadał jej najpierw tytuł księżnej Strielninskiej, następnie od 1936 r. mogła posługiwać się tytułem księżnej Romanowej-Strielninskiej.
Zmarła w 1950 r. i została pochowana na rosyjskim cmentarzu prawosławnym w Sainte-Geneviève-des-Bois.